# Канэко, Фумико
Фумико Канэко (яп. 金子 文子 Kaneko Fumiko, 25 января 1903 — 23 июля 1926) — японская анархистка и нигилистка. Была признана виновной в заговоре с целью убийства членов японской императорской семьи.

## Ранние годы
Канэко Фумико родилась в Котобуки, район Иокогама, Япония, в период правления Мэйдзи в семье Фумикадзу Саэки, родом из самураев, и Кикуно Канэко, дочери крестьянина, но так как её родители не были официально женаты, Фумико не была зарегистрирована как Саэки. Она не была зарегистрирована вплоть до восьмилетия, к тому моменту её оформили как сестру своей матери, что тогда являлось довольно распространённой практикой для детей, рождённых вне брака.
В первые несколько лет жизни Фумико её отец работал детективом в полиции, заботился о семье, несмотря на бедность. Однако Фумикадзу оставил свою работу в полиции, и семья в течение нескольких лет перебралась далеко от дома. Фумикадзу стал всё чаще приобщаться к азартным играм и выпивке, при этом изменяя Кикуно с другими женщинами, включая и родную сестру Кикуно, Такано. В конце концов, Фумикадзу разводится с Кикуно и женится на Такано. За это время Фумико впервые сталкивается с проблемами, будучи незарегистрированным ребёнком. Обстоятельства сделали её «невидимой» органами образования, и технически ей не разрешалось посещать школу. В конце концов ей разрешили посещать занятия в некоторых школах без ведения табелей успеваемости, и она не имела права получить официальный аттестат об окончании школы. Несмотря на эти трудности, в том числе и на частые пробелы в посещаемости, она завершает школу с отличными отметками[уточнить].
После развода с отцом мать Фумико пыталась начать отношения с другими мужчинами, но ни одна из этих связей не ведёт к улучшению жизненных обстоятельств. Кикуно даже рассматривала вариант продажи Фумико в бордель, утверждая, что это было бы лучшим вариантом для неё, но она отказалась от этого плана, когда выяснилось, что Фумико в этом случае отправили бы в дальний район Японии.
Спустя несколько лет её мать снова вышла замуж, в то время как Фумико приходилось жить с бабушкой и дедушкой по матери. В 1912 году, её бабушка по отцу, Муцу Сакэи-Ивасита, приняла решение, что Фумико переедет вместе с ней в Корею, где она будет принята в дом своей бездетной тёти. Перед отъездом из Японии Фумико была окончательно зарегистрирована как дочь своих бабушки и дедушки по материнской линии.

## Жизнь в Корее
Вскоре после приезда в Корею Фумико стало ясно, что она не будет принята в этом обществе и не получит ожидаемых жизненных благ. В течение первого года пребывания в Корее ей разрешалось использовать фамилию родственников — Ивасита, но в дальнейшем — фамилию матери, Канэко. Бабушка представляла её как ребёнка, которого она взяла из жалости у неких людей, которых едва знала, к тому же бабушка и тётя обращались с ней как с горничной. Изначально её планировали удочерить, но, по крайней мере, с точки зрения Фумико, родственники быстро решили, что она слишком плохо воспитана и груба, чтобы быть наследником в этой семье.
Ей было дозволено регулярно посещать школу, но в рамках ограниченного образования — ей запрещалось читать что-либо ещё, кроме необходимого для учёбы в школе. Кроме того, условия позволяли Фумико лишь пройти обучение в низших и высших начальных классах без возможности поступления в высшую школу. После окончания школы ей пришлось тратить всё свободное время на работу по дому, как признаётся сама Фумико — данный период был худшим из всего её времени, проведённого в Корее.
Несмотря на относительное богатство родственников, Канэко имела лишь необходимый минимум в плане одежды, плохое отношение бабушки и тёти выражалось в регулярных избиениях и лишении пищи в качестве наказания за нарушения, что иногда воспринималось ей так сильно, что уже в это время она подумывала о самоубийстве. На данном этапе жизни в Корее ей доводилось наблюдать жестокое обращение в отношении к местным корейцам со стороны её родственников и других японских оккупантов.

## Возвращение в Японию
В 1919 году в шестнадцатилетнем возрасте Фумико вернулась в Японию, вероятно, это произошло по причине того, что её бабушка и тётя не хотели устраивать брак по договорённости. Ей снова пришлось жить со своими бабушкой и дедушкой по материнской линии, вдобавок она начала формировать отношения со своим дядей Мотоэи, который, в соответствии с официальной регистрацией, приходился ей братом. К тому моменту она восстановила связь со своим биологическим отцом, периодически проживая у него. Отец планировал устроить брак между Фумико и Мотоэи, но договорённость сорвалась, так как Мотоэи выяснил, что Фумико уже находилась в отношениях с другим молодым человеком, и аннулировал своё согласие на брак. Фумико переехала к отцу, но после сорвавшегося брака отношения с отцом ухудшились, к тому уже у неё не было возможности продолжать образование. В конце концов Канэко приняла решение переехать в Токио.
После прибытия в Токио в 1920 году Канэко остановилась у своего дяди и первое время работала разносчицей газет, в дальнейшем начала брать уроки математики и английского языка. Благодаря своей работе она завела знакомства с членами социалистического движения и Христианской Армии спасения. Из-за безнравственной эксплуатации со стороны работодателя в ущерб личной жизни она едва ли успевала посещать занятия в школе, в связи с чем ей пришлось оставить работу. Поочерёдно поддерживая отношения то с членами Христианской Армии спасения, то с социалистами, она отметила противоречия в их убеждениях, что в конечном итоге привело её к независимому активизму.
Фумико ещё посещала школу, когда в 1922 году начинаются существенные изменения в её жизни, она переходит от социалистических взглядов к анархизму и нигилизму. В вечерней школе она знакомится с Хацуо Нияма, которую в мемуарах называет ближайшей подругой, отмечая, что именно она познакомила её с основополагающими мыслителями нигилизма, такими как Макс Штирнер, Михаил Арцыбашев и Фридрих Ницше. В это же время она знакомится с корейским активистом Пак Ёль, разделяющего многие из её идей, к работе которого она присоединились после отхода от социалистического движения.

## Радикальная деятельность. Последние годы
Совместно Канэко и Ёль опубликовали два журнала, в которых осветили проблемы, с которыми сталкивались корейцы под гнётом японского империализма (хотя они никогда не были непосредственной частью корейского движения за независимость), показав влияние их радикальных убеждений. Статьи Фумико были яркой демонстрацией её очевидного участия в данной деятельности. В период между 1922 и 1923 годами они создали группу под названием «Общество Недовольных», которую Фумико идентифицировала как группу прямого действия против правительства. Эти мероприятия привели к государственному контролю над их деятельностью. В сентябре 1923 года землетрясение Канто привело к массовым беспорядкам, многие люди были обеспокоены тем, что корейцы, уже агитируя за независимость от Японии, поднимут восстание. В связи с этим правительство, основываясь на ограниченной информации, предприняло ряд арестов, в основном среди корейцев, и среди арестованных оказались Пак и Фумико.
После длительных судебных разбирательств, Фумико и Пак были признаны виновными в государственной измене за попытку получить бомбу с целью убийства императора или его сына. Они дали признательные показания, и, по некоторой информации, Канэко взяла на себя больше ответственности за преступление, чем это было на самом деле, возможно, с намерением пожертвовать собой ради общего дела. Во время судебного процесса Фумико написала историю своей жизни с целью объяснить, «что заставило меня сделать то, что я сделала», и данный мемуар является основным источником информации о её жизни наряду с судебными документами. Пак и Фумико, у которых были романтические отношения большую часть времени проведённого вместе, узаконили свои отношения за несколько дней до вынесения приговора, как отмечает историк Хелена Раддекер, данный акт «подчёркивает очевидную иронию того, что японское государство объединило их на законных основаниях в жизни, прежде чем объединить на законных основаниях в смерти». Пак и Фумико изначально были приговорены к смертной казни, позднее, по императорскому помилованию, приговор был изменён на пожизненное заключение. Вместо корректного восприятия прощения, Фумико разорвала его, отказываясь принимать императорскую услугу. В то время как Пак пережил своё заключение в тюрьме и был выпущен на свободу спустя годы, Фумико совершила самоубийство в своей камере в 1926 году.